# 브라차주

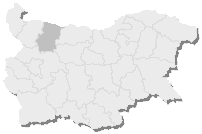
브라차 주의 위치

브라차주(불가리아어: Област Враца)는 불가리아 북서부에 위치한 주로, 주도는 브라차이며 면적은 3,621.8km2, 인구는 235,189명, 자동차 번호는 BP이다.
북쪽으로는 다뉴브강을 경계로 루마니아와 국경을 접하고 있고 동쪽으로는 플레벤 주, 남동쪽으로는 로베치 주, 남쪽과 남서쪽으로는 소피아 주, 서쪽과 북서쪽으로는 몬타나 주와 접한다. 10개 시를 관할한다.

## 인구
| 연도                      | 인구    | ±%     |
| ------------------------- | ------- | ------ |
| 1946                      | 289,811 | —      |
| 1956                      | 292,555 | +0.9%  |
| 1965                      | 294,090 | +0.5%  |
| 1975                      | 275,428 | −6.3%  |
| 1985                      | 267,403 | −2.9%  |
| 1992                      | 252,039 | −5.7%  |
| 2001                      | 225,957 | −10.3% |
| 2011                      | 186,848 | −17.3% |
| 2021                      | 152,813 | −18.2% |
| 출처: pop-stat.mashke.org |         |        |

## 같이 보기
- 불가리아의 주